# Lessonia
Lessonia – rodzaj ptaków z podrodziny wodopławików (Fluvicolinae) w rodzinie tyrankowatych (Tyrannidae).

## Zasięg występowania
Rodzaj obejmuje gatunki występujące w Ameryce Południowej.

## Morfologia
Długość ciała 11,5–12,5 cm.

## Systematyka

### Etymologia
Lessonia: prof. René-Primevère Lesson (1794–1849), francuski chirurg, przyrodnik, podróżnik.

### Podział systematyczny
Do rodzaju należą następujące gatunki:
- Lessonia rufa (J.F. Gmelin, 1789) – negrzyk patagoński
- Lessonia oreas (P.L. Sclater & Salvin, 1869) – negrzyk andyjski